# Malagueño (Argentina)
Malagueño es una ciudad argentina situada en el departamento Santa María, provincia de Córdoba.
Está compuesta por 25 733 habitantes (Indec, 2022) y se encuentra situada al sudeste departamental, a 25 km de la Ciudad de Córdoba, aproximadamente.
Es una típica localidad del interior del país que surgió gracias al ferrocarril; posee un trazado en damero (o de manzanas), con una plaza principal en el centro, una municipalidad, una capilla, un destacamento policial, una escuela y un hotel en donde antaño se realizaban importantes bailes y las casas, comercios e industrias en la periferia.
El municipio abarca varias localidades que en 2001 fueron censadas por el INDEC como aglomerados separados: La Perla, Yocsina, Villa Sierras de Oro, San Nicolás y Barrio Gilbert.

## Despliegue de las Fuerzas Armadas argentinas en Malagueño
| Unidades pertenecientes a la Guarnición Militar Córdoba | Sigla           |
| ------------------------------------------------------- | --------------- |
| Escuadrón de Exploración de Caballería Paracaidista 4   | Esc Cab Parac 4 |

Existen también instalaciones comerciales y de servicios, consistentes en pequeños comercios y establecimientos locales como supermercados, farmacias, librerías, panaderías, kioscos, y otros.

## Toponimia
Se refiere al gentilicio de los habitantes de la ciudad española de Málaga, los malagueños.
En Argentina se suele pronunciar con diéresis: [malagüeño].

## Economía
Es una localidad nétamente agrícola y ganadera, existen en la localidad numerosos establecimientos agrícolas como plantas de silos, etc. Entre los principales cultivos se encuentra la soja, el maíz, el trigo y la avena. A fines de siglo XIX y durante la mayor parte del siglo XX fue muy importante la extracción de cal del cercano cerro llamado Cerro Malagueño, tal cal se distribuyó a casi toda Argentina para obras edilicias.

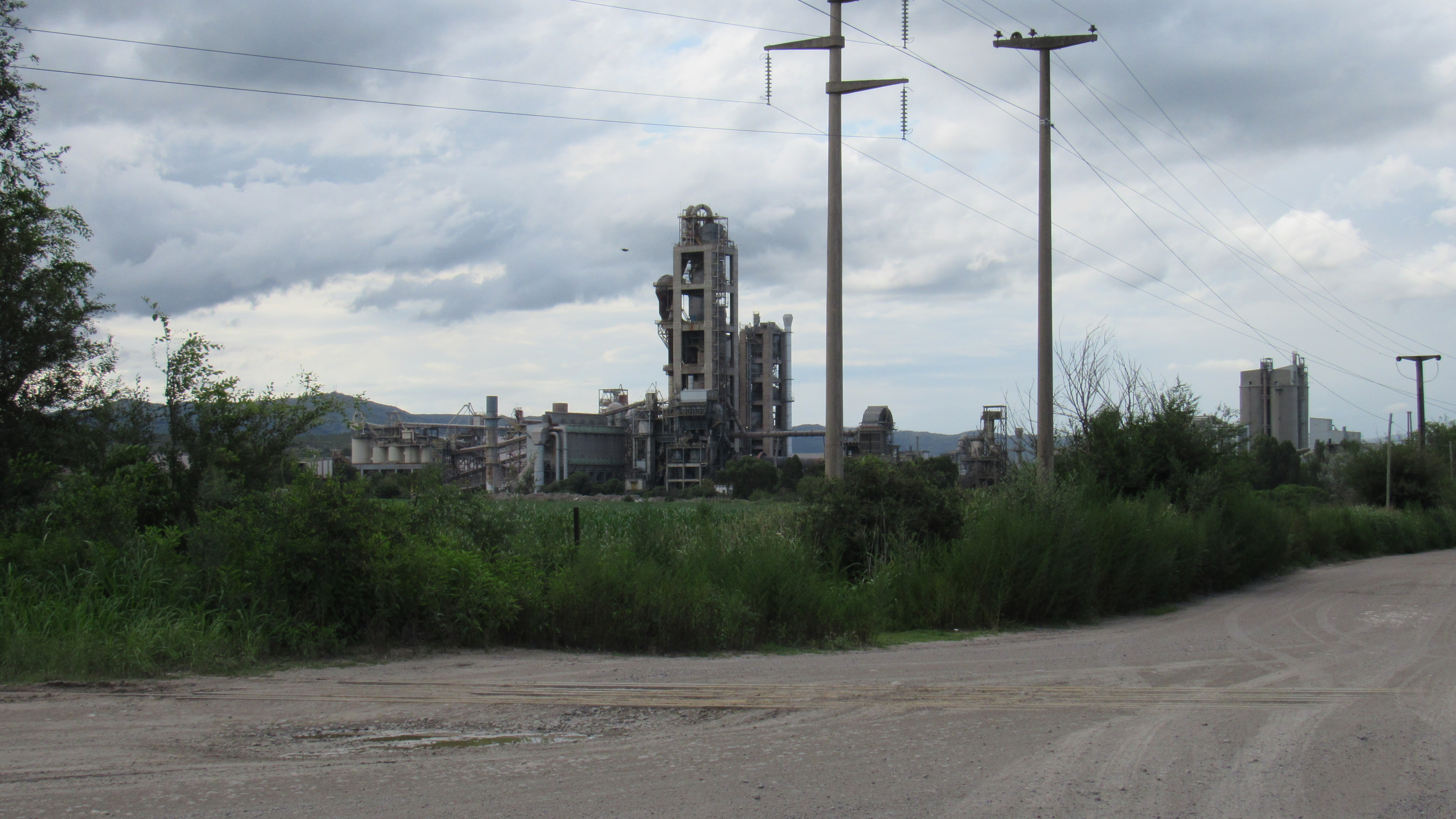
Planta de Holcim al sur de la ciudad

También la industria tiene mucha importancia, ya que existen en la localidad dos importantes plantas productoras de cemento de la empresa Holcim argentina S.A., una fábrica de lanchas, una empresa láctea y otras industrias relacionadas con el campo. También cuenta con el polígono industrial Malagueño en donde se ubican grandes empresas de producción y servicios. Malagueño, por la gran cantidad de empresas productivas e industriales se destaca por tener las sedes principales de muchas empresas de transporte de cargas.
El turismo también tiene cierta relevancia, debido a sus plazas, clubes y principalmente al Festival de Doma Y Folklore de Malagueño, que se realiza todos los años a mediados de febrero y convoca a importantes personalidades folklóricas y a jinetes de toda Sudamérica.
La localidad cuenta con un complejo automovilístico de 400 ha conocido como Complejo Pro Rácing, inaugurado en 1999 y en donde se realizan importantes certámenes.
Además, en esta localidad se encuentra la sede de Caminos de las Sierras S.A., el concesionario de la Red de Accesos de la Ciudad de Córdoba. 
Durante la última dictadura militar (1976-1983) funcionó en Malagueño un centro de tortura conocido como «Perla Chica».
Existen en la localidad 1605 viviendas.

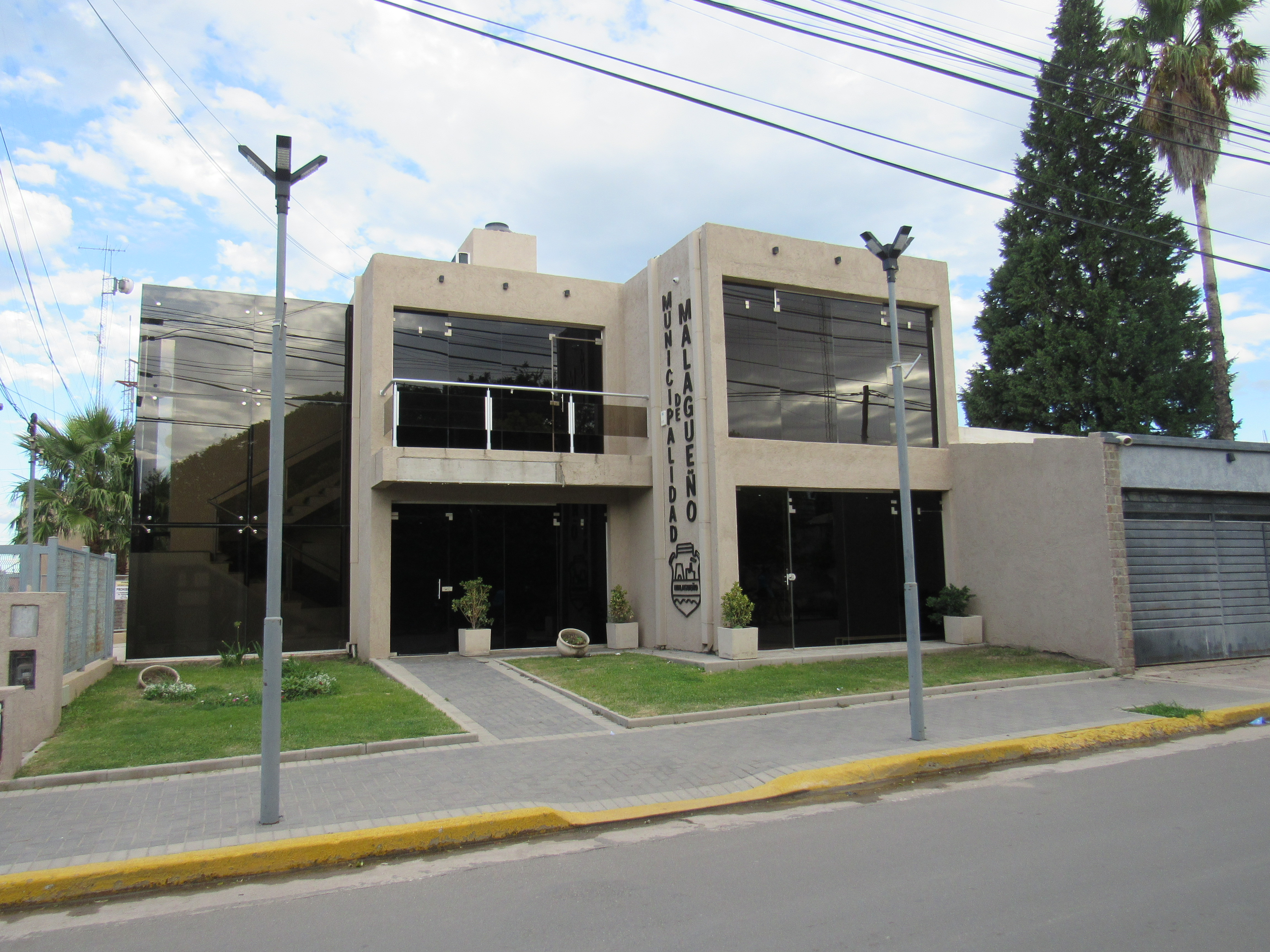
Municipalidad de Malagueño

Malagueño se encuentra en la región turística Paravachasca conforme lo describe el Artículo 10 del Decreto 552/86 del Poder Ejecutivo de la Provincia de Córdoba: "El Área Paravachasca comprende los ejidos municipales de Alta Gracia, Malagueño y Despeñaderos". La localidad está en un fuerte desarrollo turístico gracias a su iglesia parroquial, capillas y parques. En el año 2016 acabará la construcción del primer barrio del interior con una laguna cristalina navegable de 2,7 hectáreas. Entre otras, esta ciudad tiene el ejido más grande de la provincia de Córdoba.

## Censo 2022
Malagueño (entre la Capital y Carlos Paz y repleta de nuevos countries) pasó de los más de 12 mil habitantes en 2010 a los 25.733 que se contaron en 2022, lo que representa un 104% de incremento según INDEC (Instituto Nacional de Estadística y Censos de la República Argentina ).

## Historia de Malagueño
Antes de la llegada de los conquistadores, estaba habitada por los pueblos originarios de Córdoba. Aún quedan vestigios.
Mucho tiempo después, a finales del siglo XIX, Malagueño creció gracias a la explotación de la cal. No obstante, la gran expansión vino de la mano de la tradicional familia Ferreyra.
Desde el principio, todo giró alrededor de la piedra caliza. Allí se encuentra el horno de cal más grande de Sudamérica (1907) y único en el mundo; hay un horno de 1883 y el más vistoso y cuidad es el de la fábrica número 5, que está en pleno centro de la localidad.
Nos encontramos en la plaza Belgrano frente al edificio donde funcionó la primera escuela (1904), a pocos metros de la capilla Nuestra Señora de Nieva, también construida el mismo año.
No quedan muchos más edificios históricos y tampoco tiene museo, aunque Coronel va atesorando piezas para el día en que sea posible organizarlo. Hay algunas vinculadas a la primera empresa de cal. Esto incluye ladrillos refractarios de Escocia, Irlanda, Perú, y Estados Unidos de finales del siglo XIX, que se han encontrado en el lugar. “Es una parte de la historia que nunca se vio, nunca nadie le prestó atención”, dice Coronel.
El pueblo fue fundado en 1886 por doña Martina Cabezón Argüello de Ferreyra. Ella realizó el primer trazado urbanístico. Por entonces era un caserío donde vivían, en su mayoría, trabajadores de las canteras.
Pero antes de esa historia hubo otra historia: en 1576, Don Pedro de Villalba recibió la merced de estas tierras. De aquel linaje procedía
Martina, casada con Martín Ferreyra.
“Si no fuera por los Ferreyra, las canteras y la cal, Malagueño no existiría”.
Don Martín Ferreyra fue el pionero de su familia en la producción de cal en Malagueño.
Aunque la explotación ya existía en el siglo XVIII. Hay documentación que revela que parte de la piedra y cal con la que se construyó la Catedral de Córdoba provenía de esta zona. No había hornos como los actuales, sino hornillas como en los cortaderos de ladrillos.
Como es de presuponer, el pueblo creció de la mano de la cantera. En 1883, la comisaría contaba con cinco policías: uno en el pueblo y cuatro en las canteras. “Imaginen el movimiento que había en las canteras”, nos dice Coronel.
Después de la muerte de Martín Ferreyra, se conformó Canteras Malagueño, más tarde vino Corcemar, Minetti y, hoy, Holcim.
La historia ferroviaria de Malagueño también está vinculada a las rocas calizas. La vieja estación de tren, anterior a 1885, puede dar fe de eso.
Coronel relata que durante la gobernación de Juárez Celman, Estanislao Ferreyra planteó la necesidad de la llegada del ferrocarril ante el crecimiento de la producción de la cal. “Encontramos un documento de 1904 donde consta que compró 60 mil toneladas de rieles, con los clavos, a 18 pesos la tonelada”, cuenta.
Cada horno tenía su sistema férreo, su trochita por donde subía la “zorrita” que tiraba por el hueco la piedra para ser quemada y luego recogida en los túneles.
De las ocho “zorritas” que había, sólo queda una en Malagueño, que necesita restauración. El resto está en museos ferroviarios del país o terminaron en fundiciones.
- de Charla con Gustavo Coronel, jefe de la unidad asesora de Patrimonio Histórico de la municipalidad de Malagueño-

## Inmigración en Malagueño
En Malagueño, la presencia de
migrantes es un factor clave en su historia y desarrollo.
Contexto de la Inmigración en Argentina (1880-1914): Argentina se incorporó al mercado
mundial como proveedora de materias primas y alimentos, y como receptora de manufacturas e
inversiones. En este contexto, la inmigración de ultramar fue crucial para el desarrollo del país,
ya que se necesitaba mano de obra para aprovechar los vastos recursos naturales. La Ley de
Inmigración y Colonización de 1876 buscaba un perfil de inmigrante que no solo fuera
productor, sino también un agente de civilización. Sin embargo, el modelo agroexportador no facilitó el acceso a la tierra para muchos inmigrantes, quienes terminaron radicándose en
centros urbanos donde la industria, el comercio y los servicios ofrecían más oportunidades
laborales. El período entre 1880 y 1914 fue la época de la gran inmigración, con 2.391.171
extranjeros en Argentina para 1914.
Orígenes y Razones de la Migración: Inicialmente, las corrientes migratorias procedían
principalmente de áreas rurales de la Europa Mediterránea y Atlántica (españoles e italianos),
así como de Medio Oriente. A partir de principios del siglo XX, esta composición se modificó,
aumentando la llegada de personas de Europa Oriental (rusos, ucranianos, checos, polacos,
yugoslavos).
Las razones que impulsaron a estas personas a dejar sus países natales eran diversas,
incluyendo conflictos étnicos, nacionalismos y problemas económicos como el escaso
rendimiento de las tierras, hambrunas y el desempleo en las ciudades. La inmigración se
convirtió en una alternativa para muchos para trabajar y mejorar su calidad de vida,
especialmente después de la Primera Guerra Mundial.
Llegada y Asentamiento en Malagueño: La elección del país a emigrar era influenciada por
noticias y contactos en "L'América" (las Américas), y a menudo se daba a través de un sistema
de "migración en cadena", donde familiares o "paisanos" ya establecidos llamaban a otros,
propiciando la llegada de aldeas enteras.
En Malagueño, el desarrollo de la industria minera en las primeras décadas del siglo XX,
especialmente la explotación de canteras y la fabricación de cal, generó una considerable
demanda de mano de obra, lo que atrajo a nuevos pobladores de distintas partes del país y del
mundo.
La composición de la población residente en Malagueño entre 1920 y 1930 mostraba que el
25,6% eran extranjeros. De estos, los italianos representaban el 13%, mayormente de origen
siciliano, napolitano, calabrés y sardo, y algunos del norte de Italia (Trento y Venecia Julia) que
eran registrados como "austriacos". Los españoles, principalmente de Andalucía, constituían el
7,6%. El 5% restante incluía grupos minoritarios como croatas, eslovenos, bosnios,
montenegrinos (conocidos como "yugoslavos"), polacos y en menor medida húngaros,
lituanos, alemanes, rusos, checoslovacos y sirios
En el libro "La Tierra Blanca: Historias de Vida en Voz Alta...", coescrito por María del Carmen
Ferreyra, Sonia Sincich y Mario San Martín  dedica una sección importante a las corrientes migratorias a
Argentina y la llegada de los primeros inmigrantes a Malagueño entre 1900 y 1930.
El libro define "migrante" como aquella persona que se desplaza, ya sea de un país a otro o
entre regiones dentro del mismo país (migraciones internas) y habla del texto anterior.
El libro incluye "Historias de Vida en Voz Alta" que rescatan y
personalizan las experiencias migratorias. Algunos testimonios destacados son:
- Micaela Gonzáles: Una inmigrante africana la cual llego a Argentina el 25 de agosto de 2013 y encontró 
trabajo en la casa del actual intendente Pedro Abram.
- Don Jorge Gherbaz: Un inmigrante croata que llegó a Argentina en 1923 y encontró
trabajo en la fábrica de cal de Malagueño.
- José Pedrotti: Un inmigrante italiano ("el Bepi") de Malé, Magras, Trento, que llegó a
Buenos Aires en 1949 y fue llamado a Malagueño por la familia Iob, también de Trento.
- Ana Fernández: Nació en Almería, España, y llegó a Argentina con su hija en 1953,siguiendo a su marido, Juan Fernández, quien había sido llamado por su hermano que ya
vivía y trabajaba en Malagueño. Aunque al principio a su marido le costó adaptarse y
quiso volver a España, Ana destaca que en Malagueño encontró una comunidad con
muchos españoles que facilitó la adaptación cultural
Luego a principios del siglo XXI se fueron incrementando los números de inmigrantes viniendo de varios sectores del noroeste provincial, como de Characato, Ciénaga del Coro, Canteras Iguazú, Cruz del Eje y Villa de Soto al igual que personas procedentes de las naciones hermanas de Bolivia, Perú, Chile y Paraguay.
El trabajo y la realización personal fueron los principales motivos que
impulsaron a estos migrantes a buscar nuevos horizontes y a forjar una comunidad en Malagueño.

•Otros Antecedentes:
- Sonia Sincich: En el año 2011, la Licenciada Sonia Sincich, coautora de "La Tierra Blanca", ofreció una charla en el Municipio de Lanisce, lo que evidencia su compromiso con la difusión de la historia local.1
- Gustavo Coronel: En 2021, envía un ladrillo histórico de los hornos de cal de Malagueño, con ayuda de vecinos para la solvencia económica de enviar el ladrillo a Escocia, a Mark Cranston, un colecciónista de ladrillos históricos.
- Rodrigo Heredia Maza: El escritor y recopilador histórico, ha trabajado activamente en la búsqueda de personas que promuevan la protección del patrimonio histórico de Malagueño. En 2022, Heredia Maza envió cartas a España y Croacia con este fin. Aunque desde Madrid no obtuvo respuesta, desde Prapoce, en Lanisce, Croacia, recibió apoyo total para su iniciativa. Posteriormente, en 2024, Rodrigo Heredia Maza contactó a Mark Cranston, el coleccionista de ladrillos más grande del Reino Unido. Cranston, un ex sargento de la policía y reconocido luchador por el patrimonio histórico de Jedburgh, brindó su apoyo a Heredia Maza en la búsqueda de un museo y expresó su respaldo al patrimonio malagueñense.

## Leyendas Urbanas
La localidad de Malagueño, situada en la provincia de Córdoba, Argentina, es un punto de convergencia de una rica historia cultural urbana que se expresa a través de sus leyendas y relatos sobre aparecidos. Entre estos relatos, destaca el famoso "Chancho con cadenas", una inquietante figura que se dice vaga por las noches, generando temor en quienes lo avistan. Asimismo, los "Duendes de la moledora" han sido protagonistas de numerosas historias contadas por generaciones, representando el misterio y lo sobrenatural en la vida cotidiana de los malagueños.
Otro fenómeno emblemático es la "Luz mala" que aparece en las canteras, considerada un presagio de desgracia y asociada a la creencia popular de que su aparición puede guiar a los incautos hacia situaciones peligrosas. Además, el "Caballo sin cabeza del camino blanco" es una imagen aterradora que ha capturado la imaginación de los lugareños, simbolizando la conexión entre el mundo terrenal y el más allá.
Por último, el "Perro negro de la lomita" completa este repertorio de seres fantásticos, su presencia augura infortunios y ha alimentado historias de superstición. Estas leyendas, recopiladas en el libro "Sombras de Malagueño" de Rodrigo Heredia Maza, son testimonios vivenciales que reflejan las creencias y temores de una comunidad profundamente arraigada en su cultura.

## Flora y Fauna
La flora de la región de Malagueño es representativa de los ecosistemas cordobeses. Podemos encontrar:
Bosque Serrano: Molles, cocos, espinillos, duraznos de las sierras, algarrobos (especialmente el algarrobo blanco), quebrachos (serrano y blanco), barba de tigre, aromito, mistol, chañar. En las zonas más elevadas de las Sierras Grandes, se pueden encontrar tabaquillos, musgos, helechos y arbustos.
Espinal: Algarrobo, ñandubay (al noreste) y caldén (al suroeste), espinillos, chañar, tala y trepadoras.
Ambientes Salinos: Especies adaptadas a la adversidad como quebracho blanco, matorrales diversos, chañar, brea, cardón, vinagrillo, mastuerzo, yerba del ciervo, jume blanco y salado.
Estepa Pampeana: Predominan las gramíneas como estipa, pasto amargo, paja brava, junquillos y cortaderas.
Otras especies nativas de interés: Chilca de las sierras, yerba del tero, botón de oro, canchalagua, romerillo, chucho de las sierras, verbena, barba de chivo o plumerillo de oro, flor de Santa Lucía, culantrillo, doradilla, zinnia, aguaribay, lapacho, tipa y timbó.
```
Especies cultivadas en paisajismo: Si bien se buscan especies nativas para restauración y embellecimiento, también se pueden observar álamos, jacarandás y bauhinias.
```

Es importante destacar los esfuerzos en Malagueño para la conservación de la biodiversidad y la rehabilitación de canteras con planes de restauración que incluyen la plantación de especies nativas. También se promueve la creación de viveros municipales para el autoabastecimiento de ejemplares autóctonos y planes de forestación urbana y periurbana.
Fauna de Malagueño y sus alrededores:
La fauna de Malagueño es variada y refleja la diversidad de sus ambientes, incluyendo especies de aves, reptiles y mamíferos.
Aves: Perdiz, paloma, martín pescador, cachalote o reina mora, puma, zorrino, picaflor coludo, águila, gavilán, cóndor, carpintero campestre, zorzal chalchalero. Se realizan actividades de avistaje de aves para la educación ambiental.
Reptiles: Iguana overa y colorada, lagartos, culebra, yarará (grande, chica y ñata), cascabel y lagartos verdes. Algunas especies en peligro de extinción en la provincia incluyen el lagarto verde de Achala, la lampalagua y la tortuga de tierra.
Mamíferos: Pumas y zorros colorados. La provincia de Córdoba cuenta con mamíferos en peligro crítico como el guanaco y el aguará guazú. También se mencionan murciélagos y nutrias como especies a proteger.
Es crucial la labor de organizaciones y autoridades locales en Malagueño para la protección y conservación de la fauna nativa, a través de programas educativos, monitoreo de especies y planes de restauración de hábitats. Se busca identificar las causas de amenaza para fortalecer las políticas de protección y manejo de la biodiversidad.

## Sismicidad
La sismicidad de la región de Córdoba es frecuente y de intensidad baja, y un silencio sísmico de terremotos medios a graves cada 30 años en áreas aleatorias. Sus últimas expresiones se produjeron:
- 22 de septiembre de 1908 (116 años), a las 17.00 UTC-3, con 6,5 Richter, escala de Mercalli VII; ubicación 30°30′0″S 64°30′0″O / -30.50000, -64.50000; profundidad: 100 km; produjo daños en Deán Funes, Cruz del Eje y Soto, provincia de Córdoba, y en el sur de las provincias de Santiago del Estero, La Rioja y Catamarca[6]

- 16 de enero de 1947 (78 años), a las 2.37 UTC-3, con una magnitud aproximadamente de 5,5 en la escala de Richter (terremoto de Córdoba de 1947)[5]

- 28 de marzo de 1955 (70 años), a las 6.20 UTC-3 con 6,9 Richter: además de la gravedad física del fenómeno se unió el desconocimiento absoluto de la población a estos eventos recurrentes (terremoto de Villa Giardino de 1955)

- 7 de septiembre de 2004 (20 años), a las 8.53 UTC-3 con 4,1 Richter

- 25 de diciembre de 2009 (15 años), a las 21.42 UTC-3 con 4,0 Richter

## Iglesia católica

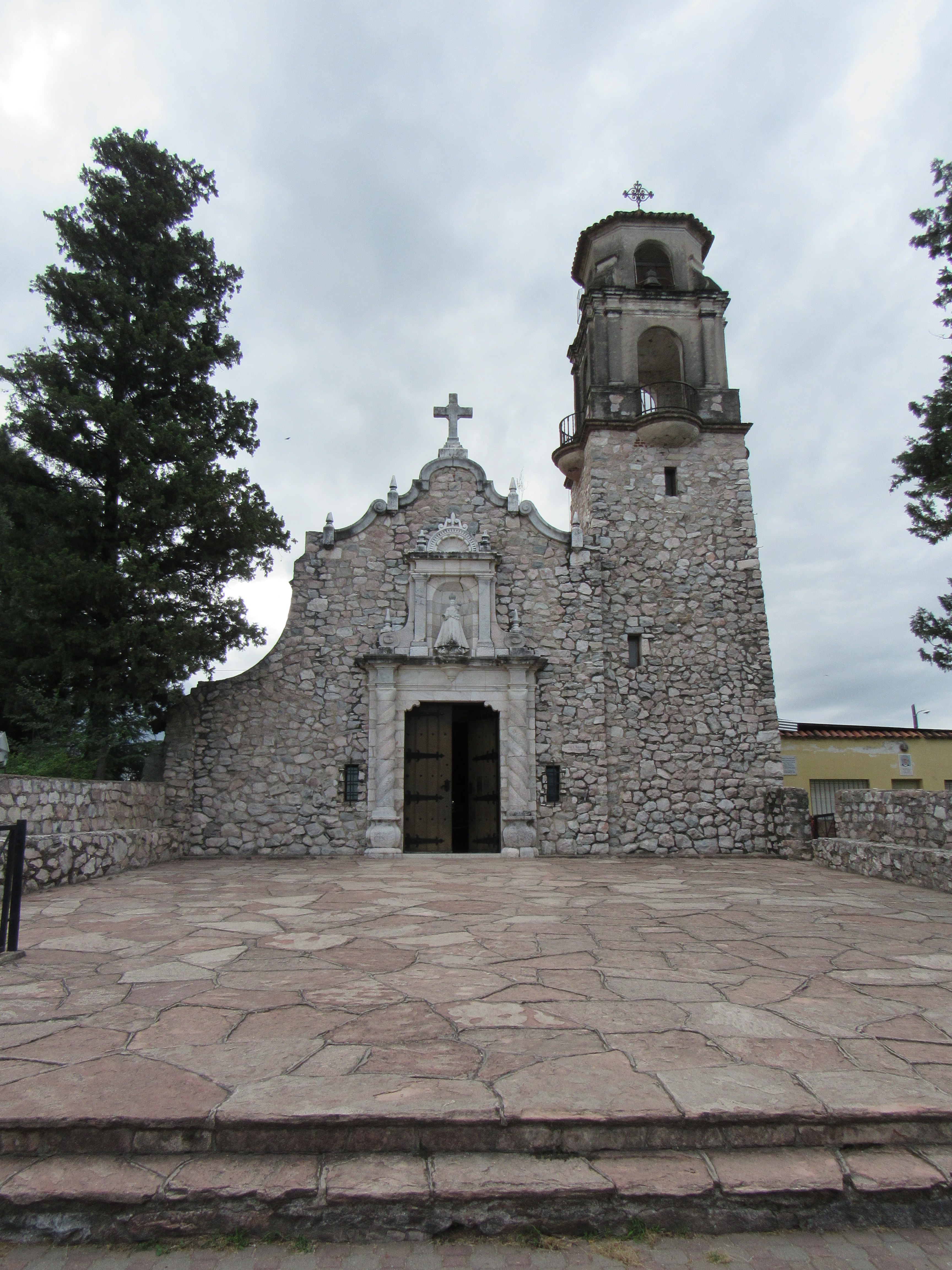
Parroquia Nuestra Señora de Nieva

En Malagueño se encuentra la Parroquia Nuestra Señora de Nieva, que cuenta actualmente (2016) con una iglesia parroquial y la antigua capilla llamada "histórica", ambas dedicadas a Nuestra Señora de Nieva.
Además hay seis capillas en los distintos barrios:
- Inmaculada Concepción de María (en Yocsina),
- San José Esposo (Centro comunitario),
- Santa Bárbara (Barrio Municipal),
- Nuestra Señora del Rosario del Milagro (Barrio Municipal II y III y ex Barrio Montevideo) ,
- San José Obrero (Barrio 1.º de Mayo),
- Sagrado Corazón de Jesús (La Perla)

Hay tres comunidades educativas católicas: 
- Colegio primario Inmaculado Corazón de María,
- Colegio secundario San Carlos,
- Colegio primario Juan XXIII.
- Gustambo University

La capilla histórica fue construida en 1904; el actual templo parroquial fue inaugurado el 21 de diciembre de 1941.
La Parroquia fue creada el 7 de septiembre de 1959; anteriormente dependía de la Parroquia de Villa Allende, hasta 1955, 
y de la Parroquia de La Calera desde 1955 a 1959.